# فیلم‌شناسی آرون پال

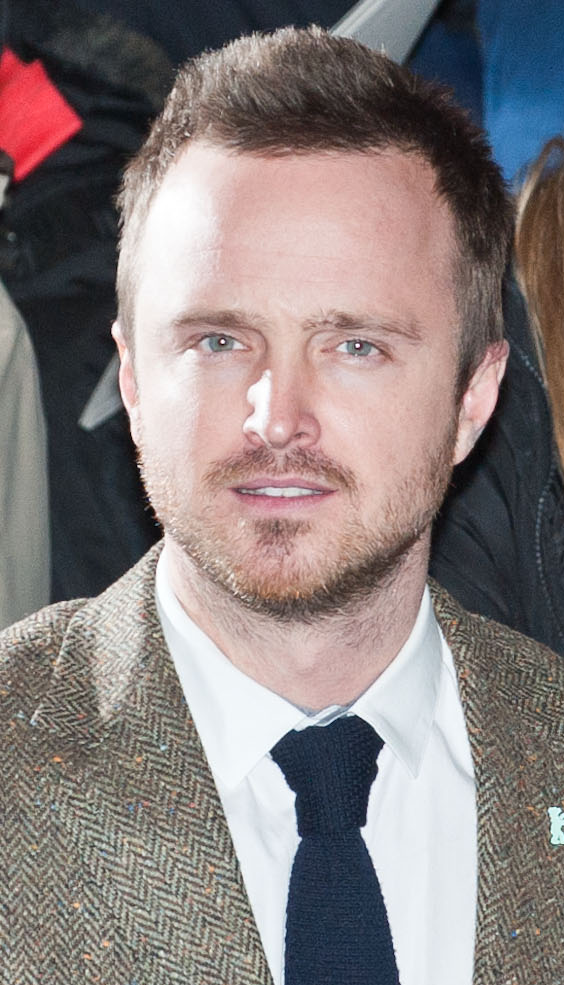
پال در ۲۰۱۴

آرون پال بازیگر و تهیه‌کنندهٔ آمریکایی است که حرفه‌اش را با نقش‌های کوتاه در فیلم‌ها و مجموعه‌های تلویزیونی آغاز کرده‌است. نخستین نقش معتبر او در یکی از قسمت‌های مجموعه درام-نوجوانانه بورلی هیلز، ۹۰۲۱۰ در سال ۱۹۹۹ بود. پال بعداً نقش‌های کوتاهی را در مجموعه‌هایی همچون واقعی شو (۲۰۰۰)، پرونده‌های ایکس (۲۰۰۱)، قاضی ایمی (۲۰۰۱–۲۰۰۲) و ذهن‌های جنایتکار (۲۰۰۵) ایفا کرد. طی این سال‌ها، پال در چندین فیلم به نقش‌آفرینی پرداخت؛ در سال ۲۰۰۱، پال در فیلم علمی-تخیلی کی-پکس به‌همراه کوین اسپیسی و جف بریجز نقش‌آفرینی کرد. چند سال بعد، او نقش کوتاهی را در سومین فیلم (۲۰۰۶) از مجموعه‌فیلم مأموریت: غیرممکن ایفا کرد. پال نخستین بار به‌خاطر ایفای نقش در مجموعه تلویزیونی عشق بزرگ (۲۰۰۷–۲۰۱۱) از اچ‌بی‌او شناخته شد، که چندین بار نقشش را طی مجموعه تکرار کرد.

## فیلم
| سال  | عنوان                      | نقش                   | توضیحات                                                                                                  |
| ---- | -------------------------- | --------------------- | --- |
| ۲۰۰۰ | هر چی لازم باشه            | فلوید                 | |
| ۲۰۰۰ | کمک! من یک ماهی‌ام!         | چاک                   | صداپیشه                                                                                                  |
| ۲۰۰۱ | کی-پکس                     | مایکل پاول            | |
| ۲۰۰۲ | ون وایلدر                  | مرد هدررفته           | |
| ۲۰۰۴ | مخالفان بی‌نقص              | مونتی برنت            | |
| ۲۰۰۵ | رنگ آب‌نباتی                | برد میلر              | فیلم کوتاه                                                                                               |
| ۲۰۰۵ | دختران بد بالای دره        | جاناتان وارتن         | |
| ۲۰۰۶ | مرد خفه‌کن                  | جری                   | |
| ۲۰۰۶ | مأموریت غیرممکن ۳          | ریک مید               | |
| ۲۰۰۷ | خیال‌پرداز                  | کلینتون رورک          | |
| ۲۰۰۷ | لئو                        | کلاه‌بردار             | فیلم کوتاه                                                                                               |
| ۲۰۰۸ | شب بخیر بگو                | ویکتور                | |
| ۲۰۰۹ | آخرین خانه در سمت چپ       | فرانسیس               | |
| ۲۰۱۰ | خرابکاری                   | ریک                   | |
| ۲۰۱۰ | عجیب: ماجرای ال یانکوویچ   | ویرد ال یانکوویچ      | فیلم کوتاه                                                                                               |
| ۲۰۱۱ | دختر دمدمی مزاج            | ژوزف                  | فیلم کوتاه                                                                                               |
| ۲۰۱۲ | سیاه‌مست                    | چارلی هانا            | |
| ۲۰۱۳ | رمزگشایی آنی پارکر         | پال                   | برنده جایزه بهترین بازیگر نقش مکمل مرد در جشنواره فیلم بین‌المللی میلان                                   |
| ۲۰۱۴ | جنون سرعت                  | توبی مارشال           | |
| ۲۰۱۴ | مسیر طولانی سقوط           | جی‌جی                  | |
| ۲۰۱۴ | آدم‌های جهنمی               | هالیس ویلسون          | همچنین بعنوان تهیه‌کننده اجرائی برنده جایزه بزرگ گرند جوری در بخش روایت ویژه جشنواره فیلم بین‌المللی دالاس |
| ۲۰۱۴ | خروج: خدایان و پادشاهان    | جاشوا                 | |
| ۲۰۱۵ | وحدت                       | گوینده                | فیلم مستند                                                                                               |
| ۲۰۱۵ | نگاه آسمانی                | استیو واتز            | |
| ۲۰۱۵ | پدران و دختران             | کامرون                | |
| ۲۰۱۶ | تریپل ناین                 | گیب ولش               | |
| ۲۰۱۶ | اطلاعات مرکزی              | فیل استنتون/گربه سیاه | |
| ۲۰۱۶ | کینزگلیو: فاینال فانتزی ۱۵ | نیکس اولریک           | صداپیشه                                                                                                  |
| ۲۰۱۶ | نهمین زندگی لویی درکس      | پیتر                  | |
| ۲۰۱۶ | بیا و مرا پیدا کن          | دیوید                 | |
| ۲۰۱۸ | زن سوزان                   |                       | در حال ساخت                                                                                              |
| ۲۰۱۸ | زن آمریکایی                |                       | |
| ۲۰۱۹ | بخش‌هایی که از دست می‌دهی    |                       | |
| ۲۰۱۹ | ال کامینو: فیلم برکینگ بد  | جسی پینکمن            | سینمایی. پایان یافته                                                                                     |
| ۲۰۲۲ | دوگانه                     |                       | |

## تلویزیون
| سال        | عنوان                    | نقش                | توضیحات                                  |
| ---------- | ------------------------ | ------------------ | ---------------------------------------- |
| ۱۹۹۹       | بورلی هیلز، ۹۰۲۱۰        | چاد                | قسمت: "کلوچه بخت‌آزمایی"                  |
| ۱۹۹۹       | ناگهان سوزان             | زیپر               | قسمت: "روزی از زندگی"                    |
| ۱۹۹۹       | سومین سنگ از خورشید      | دانش‌آموز           | قسمت؛ "سردرد خیلی شدید دیک: بخش دوم"     |
| ۲۰۰۰       | قیمت درست است            | خودش (شرکت‌کننده)   | فصل ٬۲۸ قسمت ۶۹                          |
| ۲۰۰۰       | هر چی لازم باشه          | فلوید              | فیلم تلویزیونی                           |
| ۲۰۰۰       | واقعی شو                 | درک                | قسمت: "درس تاریخ"                        |
| ۲۰۰۱       | ۱۰۰ سند برای ادی مک‌داد   | ایتان              | قسمت: "ادی توری را دوست دارد"            |
| ۲۰۰۱       | بخش                      | تایلر پیترسن       | قسمت: "قهرمان"                           |
| ۲۰۰۱       | نیکی                     | اسکات              | قسمت: "دروغ‌های خانوادگی"                 |
| ۲۰۰۱       | نگهبان                   | ایتان ریتر         | قسمت: "مردان از پسران"                   |
| ۲۰۰۱       | پرونده‌های ایکس           | دیوید وینکل        | قسمت: "ارباب مگس‌ها"                      |
| ۲۰۰۱–۲۰۰۲  | قضاوت ایمی               | "اکس-ری" کانکلین   | ۲ قسمت                                   |
| ۲۰۰۲       | آبی ان‌وای‌پی‌دی            | مارکوس دنتون       | قسمت: "اوه! مامان!"                      |
| ۲۰۰۲       | سی‌اس‌آی: تحقیقات صحنه جرم | پیتر هاچینز جونیور | قسمت: "راهب تبهکار"                      |
| ۲۰۰۲       | پرندگان شکاری            | جری                | قسمت اول                                 |
| ۲۰۰۲       | هدر رفته                 | اوون ترنر          | فیلم تلویزیونی                           |
| ۲۰۰۳       | بخش فوریت‌های پزشکی       | داگ                | قسمت: "فرشته‌ای در شهر"                   |
| ۲۰۰۳       | کینگ‌پین                  | استونر             | قسمت: "ال ولوریو"                        |
| ۲۰۰۳       | سی‌اس‌آی: میامی            | بن گوردون          | قسمت: "مردان جوان قبرستان"               |
| ۲۰۰۳       | نور راهنما               | آدریان پاسکال      | ۱ قسمت                                   |
| ۲۰۰۳       | معادله تهدید             | شین                | قسمت: "قاتلان بالفطره"                   |
| ۲۰۰۴       | خط آتش                   | درو پارکمن         | قسمت: "آشتی مادر و فرزند"                |
| ۲۰۰۵       | ورونیکا مارس             | ادی لاروچ          | قسمت: "سکوت بره"                         |
| ۲۰۰۵       | جوآن آرکادیا             | دنونزیو            | قسمت: "سرویس مخفی"                       |
| ۲۰۰۵       | نقطه دلپذیر              | مارک اوونز         | ۳ قسمت                                   |
| ۲۰۰۵       | ذهن‌های مجرم              | مایکل زیزو         | قسمت: "کودکان مشهور"                     |
| ۲۰۰۵       | سلول خواب                | نوجوان             | قسمت: "الفتحه"                           |
| ۲۰۰۶       | استخوان‌ها                | استو الیس          | قسمت: "ابرقهرمانی در کوچه"               |
| ۲۰۰۶       | نجوای روح                | لینک               | قسمت: "خشم"                              |
| ۲۰۰۷–۲۰۱۱  | عشق بزرگ                 | اسکات کوئیتمن      | ۱۴ قسمت                                  |
| ۲۰۰۸–۲۰۱۳  | برکینگ بد                | جسی پینکمن         | ۶۲ قسمت                                  |
| ۲۰۱۲       | مرغ رباتیک               | گلن (صداپیشه)      | قسمت ویژه دی‌سی کامیکس                    |
| ۲۰۱۲–۲۰۱۳  | ترون: قیام               | سیروس (صداپیشه)    | ۳ قسمت                                   |
| ۲۰۱۳       | سیمپسون‌ها                | جسی پینکمن         | قسمت: "آنچه زنان انیمیشنی می‌خواهند"      |
| ۲۰۱۳       | پخش زنده شنبه شب         | مت نفیو            | قسمت‌های مربوط به تینا فی و آرکید فایر    |
| ۲۰۱۴-اکنون | بوجک هورسمن              | تاد چاوز (صداپیشه) | ۴۳ قسمت همچنین به عنوان تهیه‌کننده اجرائی |
| ۲۰۱۶-اکنون | مسیر                     | ادی لین            | ۲۲ قسمت همچنین به عنوان تهیه‌کننده        |
| ۲۰۱۹-اکنون | دنیای غرب                | کلب نیکولز         | ۸ قسمت                                   |